# Сікінамі (1929)
Сікінамі (Shikinami, яп. 敷波) — ескадрений міноносець Імперського флоту Японії, який взяв участь у Другій світовій війні.
Корабель, який став дванадцятим серед есмінців типу «Фубукі», спорудили у 1929 році на верфі ВМФ у Майдзуру.
На момент вступу Японії до Другої світової війни «Сікінамі» належав до 19-ї дивізії ескадрених міноносців, яка 26 листопада 1941-го прибула з Японії до порту Самах (острів Хайнань). 4 грудня «Сікінамі» та ще 9 есмінців і легкий крейсер вийшли з Самаху, супроводжуючи 18 транспортів з військами для висадки на півострові Малакка. Через кілька діб на підході до півострова конвой розділився на 4 загони, які попрямували для висадки в Сурат-Тані і Патані, Сінгорі (всі — Сіам) та Кота-Бару (Британська Малая), при цьому «Сікінамі» та ще 3 есмінці забезпечували висадку в останньому. Висадка успішно відбулась у ніч проти 8 грудня (тобто одночасно з нападом на Перл-Гарбор — але по другий бік лінії зміни дат), а невдовзі «Сікінамі» прибув до бухти Камрань (центральна частина узбережжя В'єтнаму).
13 грудня 1941-го Сікінамі та ще 10 есмінців вийшли з Камрані для супроводу Другого Малайського конвою, який 16 грудня розпочав розвантаження на півострові Малакка. Далі «Сікінамі» повернувся у Камрань та 24 грудня разом зі ще кількома есмінцями та легким крейсером вийшов звідси для супроводу чергового конвою, що 30 грудня розпочав висадку в Кота-Бару.
16—19 січня 1942-го ескадра, до якої належав «Сікінамі», виходила з Камрані для супроводу 5 важких та 3 легких крейсерів. Такі дії пояснювались отриманням японським командуванням хибних даних про прибуття до Сінгапуру чергового британського лінкора.
За кілька тижнів «Сікінамі» залучили до операції з висадки на сході острова Суматра поблизу центру нафтовидобутку в Палембанзі. 10 лютого 1942-го він вийшов з Камрані для супроводу легкого авіаносця «Рюдзьо». Останній завдавав ударів по кораблях і суднах, які намагались полишити Сінгапур (цей головний британський бастіон уже перебував на межі падіння), по району острова Бангка (біля північно-східного узбережжя Суматри), а 15 лютого — по ворожій ескадрі, що наближалась від Яви. 18 лютого «Рюдзьо» полишив район операції та наступної доби прибув до Кап-Сен-Жак (наразі Вунгтау на півдні В'єтнаму).
З 20 лютого 1942-го «Сікінамі» залучили до проведення Десятого Малайського конвою, який вийшов з Камрані, а 22 лютого прибув до Сінгори.
Наступною операцією, до якої залучили «Сікінамі», став десант на захід острова Ява. 24 лютого 1942-го з островів Анамбас вийшли з функцією дистанційного прикриття два загони крейсерів, причому «Сікінамі» супроводжував «Могамі» та «Мікума». У ніч проти 1 березня у трьох пунктах на заході Яви розпочалась висадка десанту. Загін «Сікінамі», а також ще 6 есмінців та легкий крейсер прикривали операцію в затоці Бантам (дещо менше ніж за сотню кілометрів на захід від Батавії). У якийсь момент саме тут з'явились два ворожі крейсери, які намагались вирватись у Індійський океан після поразки в битві в Яванському морі. Це призвело до зіткнення, відомого як бій у Зондській протоці, під час якого «Сікінамі» випустив торпеду, що добила важко пошкоджений крейсер USS Hauston. Сам «Сікінамі» внаслідок близького вибуху зазнав пошкодження гвинта, що зменшило його максимальну швидкість до 24 вузлів.
Уже 2 березня 1942-го «Сікінамі» взявся за супровід конвою, який прямував із Сайгону (наразі Хошимін на півдні В'єтнаму) до Сінгапуру з підкріпленнями, що мали бути в підсумку доправлені до Бірми, де японці вели наступ. 19 березня «Сікінамі» разом зі ще 3 есмінцями вирушив з Сінгапуру у складі охорони Першого Бірманського конвою, який 25 березня досягнув Рангуну та почав розвантаження. Невдовзі «Сікінамі» повернувся у Сінгапур, звідки 1 квітня разом зі ще одним есмінцем рушив для супроводу Другого Бірманського конвою. 4 квітня в районі Пенангу (важлива база на заході півострова Малакка) їх зустріли 3 інші есмінці, які перебрали на себе ескортування. 6 квітня «Сікінамі» повернувся до Сінгапуру, а 13—23 квітня прямував звідси до Куре, де пройшов доковий ремонт.
Під час мідвейської операції «Сікінамі» разом зі ще 7 есмінцями та легким крейсером охороняв загін адмірала Ямамото, головну силу якого становили 3 лінкори. Це з'єднання у підсумку так і не вступило в бій, оскільки йшло на значній відстані за ударною авіаносною групою, яка 4 червня 1942-го зазнала катастрофічної поразки в битві при Мідвеї. 14 червня кораблі з'єднання прибули до Японії.
30 червня 1942-го «Сікінамі» разом зі ще 9 есмінцями та легким крейсером полишив Внутрішнє Японське море та 2 липня прибув на Амаміосіму (архіпелаг Рюкю). 15 липня цей загін рушив до Південно-Східної Азії, маючи за мету передусім взяти участь у новому рейді до Індійського океану, що готувався японським командуванням. Кораблі прямували через Сінгапур, зайшли до Сабангу (острівець біля північного завершення Суматри), а 31 липня досягнули до південнобірманського Мергуй (наразі М'єй на східному узбережжі Андаманського моря). За добу до того сюди прибули з Японії 2 важкі крейсери у супроводі іншої групи есмінців, крім того, до Мергую збирались кораблі, що вже були у регіоні. Втім, через тиждень союзники висадились на сході Соломонових островів, що започаткувало шестимісячну битву за Гуадалканал та змусило японське командування перекидати сюди підкріплення. Як наслідок, рейд до Індійського океану скасували і кораблі з Мергуй кількома загонами рушили до Океанії.
«Сікінамі» разом зі ще одним есмінцем з 8 по 21 серпня 1942-го ескортував танкери «Ніппон-Мару» та «Кйокуто-Мару», які пройшли з Мергуй до нафтовидобувного району на сході Борнео, а потім прибули на атол Трук у центральній частині Каролінських островів (тут ще до війни створили потужну базу японського ВМФ, з якої до лютого 1944-го провадились операції в цілому ряді архіпелагів). 22 серпня танкери вийшли з Труку та попрямували для дозаправки сил флоту, які вийшли в район північніше від Соломонових островів в межах операції з проведення конвою з підкріпленнями на Гуадалканал. Втім, тепер їх охороняли два інші есмінці, тоді як «Сікінамі» був включений до охорони ударного авіаносного з'єднання адмірала Нагумо. 24 серпня відбулась битва авіаносних з'єднань біля східних Соломонових островів, а на наступний день рух конвою виявився остаточно припиненим унаслідок ударів авіації з наземних аеродромів. Основні сили флоту повернулись на Трук лише 5 вересня, проте «Сікінамі» вже 29 серпня прибув до Рабаула — головної передової бази в архіпелазі Бісмарка, з якої здійснювались операції на Соломонових островах та сході Нової Гвінеї.
30—31 серпня 1942-го «Сікінамі» перейшов до якірної стоянки Шортленд — прикритої групою невеликих островів Шортленд акваторії біля південного завершення острова Бугенвіль, де зазвичай відстоювались легкі бойові кораблі та перевалювались вантажі для подальшої відправки далі на схід Соломонових островів. В наступні кілька тижнів «Сікінамі» неодноразово — 1, 4, 15 та 20 вересня — виходив для доправлення підкріплень на Гуадалканал при цьому під час виходу 4 вересня «Сікінамі» діяв разом зі ще 5 есмінцями, які не лише доставили на острів тисячу бійців, але й потопили два американські швидкохідні транспорти (колишні есмінці). Крім того, 8 та 18 вересня есмінець здійснив рейси для охорони інших кораблів, що виконували транспортну місію, а також надавав вогневу підтримку наземним військам: 6 вересня разом зі ще 3 есмінцями (первісно ціллю був ворожий конвой, проте виявити останній не вдалось і загін провів обстріл аеродрому Гендерсон-Філд); 12 вересня для підтримки наступу, відомого як битва за хребет Едсона.
Не припинялись і транспортні рейси і у наступному місяці, для чого «Сікінамі» здійснив виходи 3, 6, 9, 17 та 19 жовтня 1942-го. 12 жовтня есмінець виходив з Шортленду для зустрічі гідроавіаносця «Ніссін», який повертався з рейсу до Гуадалканалу (завдяки своїй швидкості та розмірам гідроавіаносець гарно підходив для доставки на острів важкого озброєння).
2 та 5 листопада 1942-го «Сікінамі» здійснив чергові транспортні рейси до Гуадалканалу, а 6—9 листопада разом з двома іншими есмінцями супроводив легкий крейсер «Сендай» з Шортленда на Трук. На той час японське командування готувало проведення до Гуадалканалу великого конвою з підкріпленнями, що в підсумку вилилось у вирішальну битву надводних кораблів біля острова. Приведений «Сендай» з Шортленду загін, а також ще 3 есмінці утворили охорону з'єднання, основну силу якого становили авіаносець, 2 лінкори та 3 важкі крейсери. Воно мало прикривати загін адмірала Абе, який напередодні підходу транспортів повинен був провести артилерійський обстріл аеродрому Гендерсон-Філд (за місяць до того така операція відбулась доволі вдало). У ніч проти 13 листопада біля Гуадалканалу загін Абе перестріло американське з'єднання із крейсерів та есмінців, яке зазнало значних втрат, проте зірвало обстріл аеродрому. Як наслідок, «Сікінамі» та ряд інших кораблів (включаючи 2 важкі крейсери) передали для формування нового загону, що мав все-таки провести бомбардування аеродрому в ніч проти 15 листопада. Цього разу операцію зірвало американське з'єднання, головну силу якого становили два лінкори. «Сікінамі» вцілів, а от японські сили в цілому зазнали поразки і втратили вже другий лінкор за кілька діб — перша втрата прийшлась на загін Абе. 18 листопада «Сікінамі» повернувся на Трук.
Наприкінці грудня 1942-го «Сікінамі» супроводив гідроавіаносець «Ніссін» до Куре, після чого сам пройшов там короткочасний ремонт. А невдовзі есмінець залучили до операції «Хей Го», метою якої була доставка нових військових контингентів для посилення гарнізонів на північному узбережжі Нової Гвінеї. 7—15 січня 1943-го «Сікінамі» супроводив третій ешелон конвою «Хей № 1 Го» з корейського Пусану до Палау (важливий транспортний хаб на заході Каролінських островів), а 19—27 січня пройшов з ним до Веваку (тут була головна японська база на Новій Гвінеї) та назад. 28—30 січня «Сікінамі» перейшов з Палау на Трук.
З 31 січня по 9 лютого 1943-го «Сікінамі» входив до складу сил, що патрулювали північніше від Соломонових островів у межах операції з евакуювання японських військ з Гуадалканала (безпосередньо вивезенням гарнізону острова займалися два десятки есмінців).
11—14 лютого 1943-го «Сікінамі» та ще один есмінець супроводили з Труку до Рабаула плавучу базу підводних човнів «Чогей». 18 лютого «Сікінамі» та ще два есмінці рушили для супроводу переобладнаного легкого крейсера «Гококу-Мару» та авіатранспорту «Гошу-Мару» до півострова Сурумі (центральна частина південного узбережжя Нової Британії), де японці мали резервний аеродром у Гасматі, призначений для забезпечення аварійних посадок літаків, які здійснювали операції. 21 лютого вони повернулись у Рабаул.
Невдовзі «Сікінамі» залучили до великої конвойної операції з доставки підкріплень та припасів на Нову Гвінею для гарнізону Лае (у глибині затоки Хуон). 28 лютого конвой полишив Рабаул і попрямував на захід, а в період з 1 по 4 березня був повністю розгромлений ворожою авіацією в битві у морі Бісмарка. «Сікінамі», якому вдалось вийти з цих подій без пошкоджень, взяв участь у порятунку людей з потоплених кораблів, зокрема саме він зняв адмірала та інших моряків з есмінця «Сіраюкі». З 7 по 10 березня «Сікінамі» разом зі ще щонайменше одним есмінцем здійснив транспортний рейс через Шортленд до Коломбангари (в архіпелазі Нью-Джорджія в центральній частині Соломонових островів) та назад.
11—17 березня 1943-го «Сікінамі» прямував до Куре, де пройшов черговий доковий ремонт, після чого вирушив до нового місця служби в Південно-Східній Азії. З 9 по 18 квітня есмінець супроводжував гідроавіаносець Ніссін у поході з Куре до Сурабаї (східна частина острова Ява), а з 28 квітня по 31 травня супроводив конвої з Сурабаї до західної частини Нової Гвінеї та назад. У наступні кілька місяців «Сікінамі» й далі виконував патрульно-ескортні функції та відвідав (деякі не по одному разу) Балікпапан, Таракан (обидва — центри нафтовидобувної промисловості на сході Борнео), Давао (порт на південному узбережжі філіппінського острова Мінданао), Балі, Кап-Сен-Жак (наразі Вунгтау на півдні В'єтнаму), Сінгапура. При цьому «Сікінамі» як супроводжував конвої, так і періодично займався охороною важкого крейсера «Асігара» (певний час був напряму підпорядкований Флоту Південно-західної зони, а з вересня 1943-го — флагман 16-ї дивізії крейсерів).
23—25 січня 1944-го «Сікінамі» супроводжував 1 важкий та 3 легкі крейсери у їхньому рейсі для доставки військ до Порт-Блер на Андаманських островах. 27 січня на зворотному переході один з легких крейсерів — «Кітакамі» –  був уражений торпедами з підводного човна, після чого «Сікінамі» взяв участь у наданні йому допомоги, а з 30 січня по 1 лютого охороняв легкий крейсер «Кіну», який провів «Кітакамі» на буксирі з району Пенанга до Сінгапура (при цьому на другому етапі переходу до охорони приєднався й есмінець «Уранамі», який вийшов із Сінгапура).
27 лютого 1944-го «Сікінамі» разом зі ще 2 есмінцями та 2 легкими крейсерами вийшов із Сінгапура, щоб ескортувати 3 важкі крейсери, які рушили в рейд до Індійського океану для дій на комунікації між Аденом та австралійським Фрімантлом. 1 березня загін пройшов через Зондську протоку між Суматрою та Явою, після чого важкі крейсери самостійно попрямували у відкритий океан. Ескорт повернувся до Індонезії, де есмінці очікували повернення рейдерів. Хоча прохід 1 березня через Зондську протоку виявився непоміченим союзниками, останні на основі непрямих свідчень припустили, що якісь японські кораблі вийшли для дій у океані. Як наслідок, за кілька днів видали наказ усім суднам у районі можливого японського рейду змістити маршрути на південь та захід, так що в підсумку важким крейсерам вдалось потопити лише один транспорт. 15 березня «Сікінамі» разом зі ще 4 есмінцями та 2 легкими крейсерами зустріли та провели важкі крейсери через Зондську протоку, а потім ескортували їх через Батавію (наразі Джакарта) до Сінгапура.
З 18 березня по 26 квітня 1944-го «Сікінамі» пройшов ремонт у Сінгапурі, а з кінця квітня повернувся до служби. 28—30 квітня він супроводив конвой до Сурабаї, а потім з 2 по 11 травня виконав транспортний рейс через Амбон до острова Біак (біля північно-західного узбережжя Нової Гвінеї), звідки пройшов до Таракану. Тут есмінець приєднався до загону з важкого та легкого крейсерів та 13—17 травня ескортував їх до Палау. 19 травня кораблі рушили у транспортний рейс до Соронгу (північно-західне завершення Нової Гвінеї), а 22 числа повернулись на Палау. 23 травня загін вийшов у другий рейс до Соронгу, проте цього разу після розвантаження пройшов до Таркану, де був уже 27 травня.
30 травня 1944-го «Сікінамі» разом зі ще 2 есмінцями вийшли з Таракану для супроводження важкого та легкого крейсерів і наступної доби прибули до Замбоанги (західне узбережжя острова Мінданао), де загін прийняв війська. Це було пов'язане з планами протидії ворожим силам, які наприкінці травня висадились на нещодавно згаданому Біаку. 1 червня загін прибув до Давао, а наступної доби вийшов звідси до Нової Гвінеї. 4 червня кораблі зайшли до Соронгу (північно-західне завершення Нової Гвінеї), де висадили частину військ, а 5 числа рушили далі на схід. Втім, тієї ж доби рейс до Біаку скасували через присутність ворожих сил.
8 червня 1944-го «Сікінамі» взяв участь у прикритті транспортного рейсу до Біаку. Втім, загону не вдалось досягнути мети через сутичку із ворожим з'єднанням крейсерів та есмінців, а також дії авіації (остання потопила есмінець «Харусаме»). «Сікінамі» зазнав певних пошкоджень під час обстрілу з повітря, при цьому виникла пожежа, що загрожувала детонацією власних глибинних бомб, проте останні встигли вчасно скинути за борт. У підсумку 11 червня «Сікінамі» прибув на острів Бачан (біля південно-західного завершення значно більшого острова Хальмахера), де збиралось велике угруповання (зокрема, сюди прямували два найбільші японські лінкори).
Втім, уже 12 червня 1944-го американці розпочали операцію з оволодіння Маріанськими островами і більшість кораблів з Бачану вийшли туди для контратаки, що завершилась поразкою в битві у Філіппінському морі. «Сікінамі» не взяв участі в цьому поході, а повернувся до конвойно-ескортної служби в Індонезії. З 23 червня по 12 липня він супроводив конвої за маршрутом Менадо (північно-східний півострів острова Целебес) — Давао — Таракан — Балкіпапан — Сурабая — Сінгапур, а потім рушив з останнього до Маніли, куди прибув 16 липня. 18 липня 1944-го «Сікінамі» вийшов з Маніли для супроводу легкого крейсера «Оі», проте останній уже наступної доби був потоплений підводним човном. Есмінець підібрав три з половиною сотні моряків з екіпажу крейсера, після чого «Сікінамі» рушив через Кап-Сен-Жак до Сінагпуру, куди прибув 22 липня.
6 вересня 1944-го «Сікінамі» вирушив з Сінгапуру у складі охорони конвою HI-72, який прямував до японського порту Моджі. 12 вересня в районі за чотири з половиною сотні кілометрів на південь від Гонконгу «Сікінамі» був торпедований та потоплений підводним човном USS Growler. 128 членів екіпажу врятував кайбокан (фрегат) «Мікура».